# Битва при Беневенте (214 до н. э.)
Битва при Беневенте — сражение в 214 году до н. э. между римской и карфагенской армиями в ходе Второй Пунической войны.

## Предыстория
В конце зимы 214 года до н. э. Ганнибал покинул зимние квартиры в Апулии и вернулся в Кампанию. Римские войска направились в Кампанию и Самний. У города Беневент встретились римское войско под командованием претора, консула прошлого года, Тиберия Семпрония Гракха, и карфагенский отряд под командованием Ганнона.
Войско Гракха почти полностью состояло из добровольцев-рабов. Те уже два года сражались в рядах римской армии и надеялись получить свободу. Видя их усердие, Гракх написал письмо сенату, в котором косвенно просил их освободить от неволи. Сенаторы ответили: пусть он поступает так, как находит полезным для государства.
Тогда Гракх созвал своих воинов и сказал, что отпустит на волю каждого, кто принесёт голову карфагенского солдата. Солдаты обрадовались.

## Битва
Битва шла долго и упорно. Поначалу римские рабы, стремясь получить свободу, разили неприятелей и сразу же останавливались, чтобы отрубить голову. Тем временем карфагенский солдат мог убить их. Если их не убивали раньше, то они несли головы под мышкой и уже не могли толком сражаться.
Затем военные трибуны донесли об этом Гракху, и тот велел передать рабам, что они уже получили свободу. Тогда римляне вновь двинулись в атаку. Но нумидийская конница дралась с воодушевлением, и атака захлебнулась. Тогда Гракх передал рабам, что ни один из них не получит свободы в случае поражения. Рабы вновь перешли в наступление, и карфагеняне обратились в бегство к лагерю. В лагере их настигли римляне и многих перебили.

## Итоги
Спаслось лишь около 2000 конников из всего карфагенского отряда.
Некоторые римские добровольцы в количестве 4000 человек, сражавшиеся хуже остальных, собрались на высоком холме и отказались сходить оттуда, боясь наказания. Но Гракх решил их не наказывать.